# Ігнатьєв Володимир Федорович
Володи́мир Фе́дорович Ігна́тьєв (нар. 6 жовтня 1952, Серебринці, Могилів-Подільський р-н, Вінницька обл. — 15 липня 1992) — майор Національної гвардії України.

## Життєпис
Народився 1952 року у Вінницькій області в родині селян, закінчив професійно-технічне училище, отримавши освіту зв'язківця. Під час строкової служби в РА отримав направлення у підрозділ зв'язку. Сержантом, нагороджений нагрудним знаком «За відзнаку у військовій службі» ІІ ступеня. Залишився служити в РА, отримав звання прапорщика. Прохожив службу начальником ремонтної майстерні зв'язку в полку внутрішніх військ, що дислокувався у місті Кутаїсі.
1991 року закінчив Одеський електротехнічний інститут із присвоєнням офіцерського звання. Служив командиром взводу, роти, начальником зв'язку полку.
Брав участь у призупиненні мародерів після землетрусу в Спітаку, перебував у лавах миротворців в Нагірному Карабаху.
Після проголошення незалежності України повернувся додому, зайняв посаду начальника зв'язку Запорізького полку Національної гвардії України.
15 липня 1992 року майор Володимир Ігнатьєв повертався додому зі службового відрядження поїздом. Уночі на перегоні Буялик–Березівка у вагоні здійнялася сварка — нетверезий чоловік чіплявся до пасажирів, спроби його заспокоїти були марними. Під час дебошу чоловік вихопив гранату Ф-1 та кинув її на підлогу, висмикнувши кільце. Майор Володимир Ігнатьєв накрив гранату своїм тілом.
Без Володимира лишились мама, дружина Клавдія Володимирівна (померла 2003 р.)

## Нагороди та вшанування

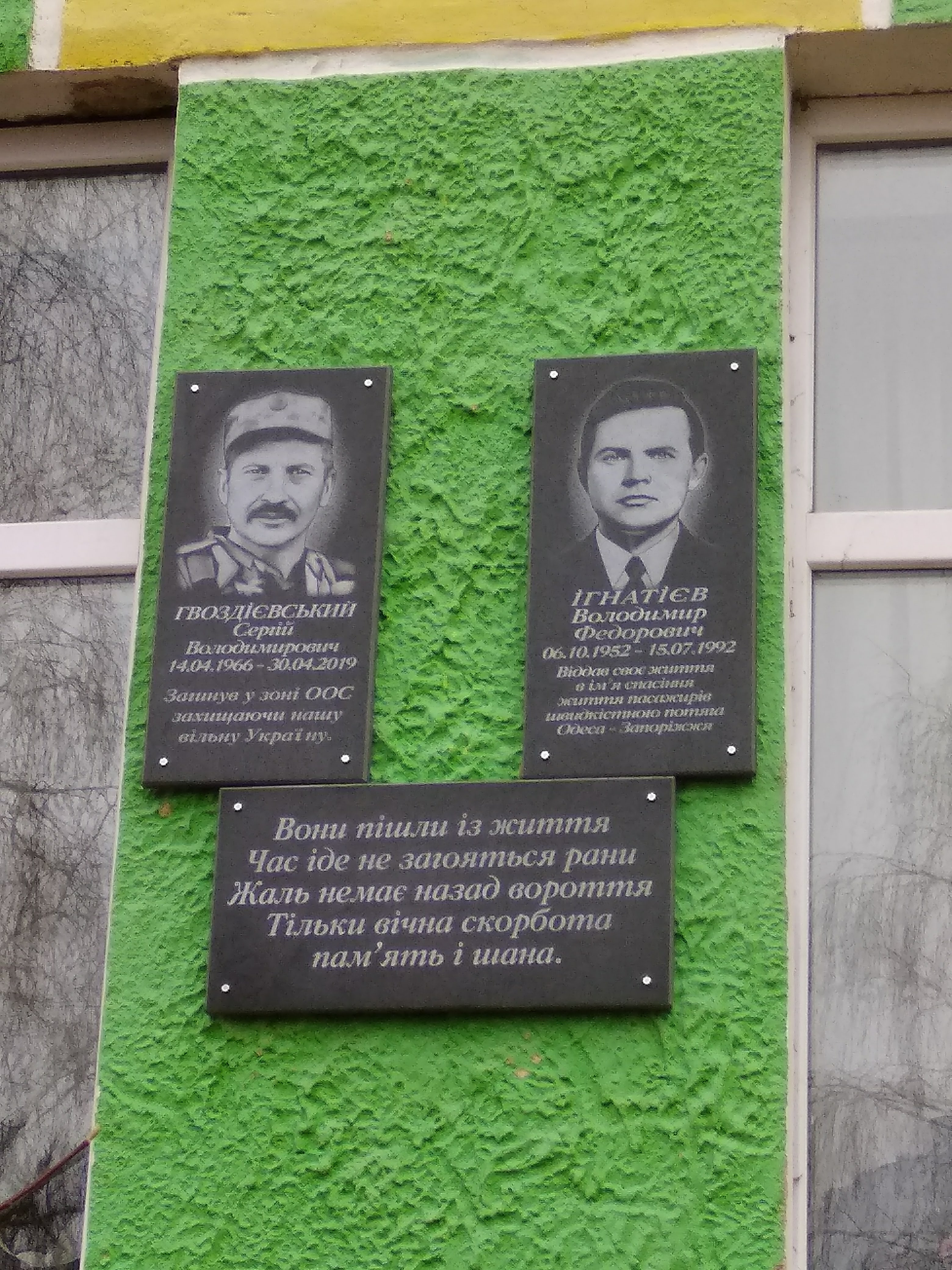
Меморіальна дошка на Серебринецькій ЗОШ

За особисту мужність, сумлінне та бездоганне служіння Українському народові, зразкове виконання військового обов'язку відзначений — нагороджений
- Почесною Відзнакою Президента України (посмертно)
- нагрудним знаком «За відзнаку у військовій службі» ІІ ступеня
- навічно зарахований до списків особового складу роти зв'язку, Запорізька спеціальна моторизована військова частина міліції
- 2001 року біля плацу військового містечка споруджено пам'ятну стелу честі Володимира Ігнатьєва.
- На Серебринецькій ЗОШ встановлено меморіальну дошку.